# Mario Berti
Pour les articles homonymes, voir Berti.
Mario Berti (né en 1881 et mort en 1964) est un militaire italien qui a servi durant la Première Guerre mondiale, la guerre d'Espagne et la Seconde Guerre mondiale.

## Biographie
Né à La Spezia en Ligurie, Mario Berti est fait colonel lors de la Première Guerre mondiale. Stationné en Libye italienne lorsque le conflit éclate, il combat sur le front de Trento et d'Asiago contre les troupes de l'Autriche-Hongrie. Il est décoré de l'Ordre du Service distingué pour ses services aux Alliés  par Winston Churchill. Par la suite, il reçoit également la Croix de fer des mains d'Hitler.
Durant la guerre d'Espagne, Berti commande les troupes du Corpo Truppe Volontarie lors de l'offensive d'Aragon en 1938 et prend la tête du CTV à la demande de Francisco Franco.
Lors du déclenchement de la Seconde Guerre mondiale, il participe à l'invasion italienne de l'Égypte, qui échoue en raison de problèmes logistiques, et à la guerre italo-grecque. Après l'armistice du 8 septembre 1943, il prend sa retraite. Accusé de crimes de guerre, il est acquitté et finit ses jours dans sa ville natale de La Spezia.